# Histoire d'Adrien
Pour plus de détails, voir Fiche technique et Distribution.
Histoire d'Adrien est un film français réalisé par Jean-Pierre Denis, projeté pour la première fois au Festival de Cannes en 1980. La langue utilisée pour la majorité des scènes du film est l'occitan (dialecte limousin).
Le film remporte la Caméra d'or du Festival de Cannes 1980.

## Synopsis
Dans le Périgord, au début du XXe siècle, Adrien, enfant illégitime, est recueilli par sa grand-mère et fait l'apprentissage de la vie dans le monde dur des pays occitans.
Lorsque la Première Guerre mondiale prend fin, il devient cheminot et prend part aux grèves de 1920.

## Fiche technique
- Titre : Histoire d'Adrien
- Titre anglais : Adrien's Story
- Réalisation : Jean-Pierre Denis
- Scénario : Jean-Pierre Denis et Françoise Dudognon
- Production : Jean-Pierre Denis
- Musique : Joan-Pau Verdier
- Photographie : Denis Gheerbrant
- Montage : Catherine Mabilat
- Production : Centre méditerranéen de création cinématographique
- Pays d'origine :  France
- Langue originale: occitan
- Format : Couleurs - Mono - 16 mm
- Durée : 95 minutes
- Dates de sortie :
  - France: 12 mai 1980 (Festival de Cannes)
  - France : 14 janvier 1981 (sortie nationale)
  - Pays-Bas: 16 septembre 1982

## Distribution
- Serge Dominique :  Adrien adulte
- Marcelle Dessalles :  La mère
- Pierre Dieuaide :  Le père
- Bertrand Sautereau :  Adrien enfant
- Jean-Paul Geneste :  Roger
- Marie-Claude Kergoat :  La bergère
- Christian Murat :  Le frère
- Odette Peytoureau :  La grand-mère
- Nadine Reynaud :  Marguerite

## Récompense
- Caméra d'or au Festival de Cannes en 1980.